# Raymonde Fiolet
Raymonde Fiolet, dite Roberte Evraert, née le 7 mai 1914 à Saint-Pol-sur-Mer et morte le 27 février 1946 à la Soissons (Aisne), est une résistante française et maire de Soissons de 1944 à 1945,.

## Biographie
Raymonde Fiolet est née le 7 mai 1914 à Saint-Pol-sur-Mer (Pas-de-Calais), d'Eugène Fiolet, docker mort pour la France durant la Première Guerre mondiale en 1915 et d'une mère sans profession. Elle grandit à Malo-les-Bains puis exerce la profession de secrétaire de mairie. 
En août 1940, elle travaille pour la commune de Noordpeene, et ses compétences en allemand lui permettent de faire fonction d'interprète. Cela lui permet de participer à la création de faux papiers et de favoriser l'évasion de prisonnier français, comme les trente-deux qu'elle fait évader du Stalag 101 de Cambrai.
En avril 1941, elle est démasquée par la Gestapo et doit s'enfuir, habillée en officier allemand, parvenant à soustraire un duplicateur. Elle se rend à Soissons chez sa mère qui y tient un café, mais doit de nouveau s'enfuir pour Paris en septembre. Elle adopte le patronyme d'Evraert, qui est celui de sa mère.
Au cours de l'année 1942, elle revient à Soissons où elle intègre une cellule de résistants affiliée au mouvement Libération-Nord, comptant environ 600 membres, dont elle devient responsable en 1942 sous le nom de "Roberte". Elle participe tout au long de la guerre à de nombreuses actions de sabotage et de résistance politique, et à la constitution du Comité départemental clandestin de Libération de l'Aisne. Son groupe Libération-Nord coordonne avec l'OCM le sabotage de l'écluse de Vauxrot (commune de Cuffies), par où passent des péniches emportant des denrées réqusitionnées vers l'Allemagne, et de la ligne électrique de Venizel, privant pendant quelques jours d'électricité une partie de la région parisienne.
En juin 1944, le Débarquement provoque un surcroît de vigilance des autorités d'occupation, qui prennent des otages parmi les commerçants de Soissons. Le groupe de "Roberte" déménage alors à Berzy-le-Sec puis à Saint-Pierre-Aigle.

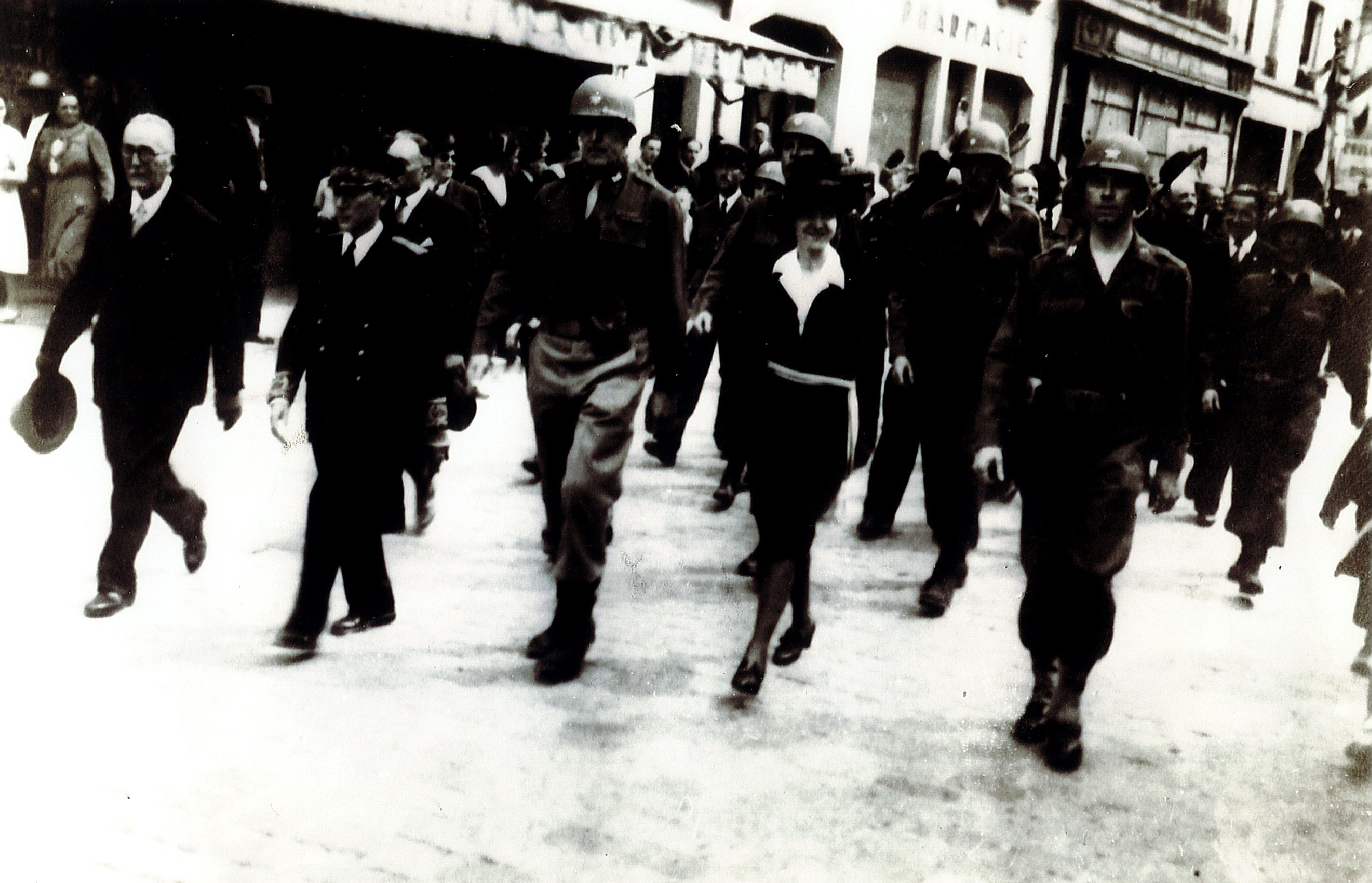
En septembre 1944, rue du Commerce à Soissons. Le docteur Bonnenfant, le sous-préfet Vaugon, Raymonde Fiolet et des militaires américains.

En prévision de la venue d'Hitler le 17 juin 1944 au camp de la tanière du loup, à Margival, la feldgendarmerie mène une opération de traque des résistants dans le Soissonnais, menant à l'arrestation de Raymonde Fiolet, d'André Delvaux et de Geneviève Bouchel pendant la nuit du 14 au 15 juin 1944. Elle est incarcérée et torturée à la prison de Saint-Quentin sous les ordres du SS-Hauptsturmführer Bauklov. Condamnée à mort, son exécution est fixée au 22 août, mais parvient à s'échapper de l'Hôtel-Dieu où elle était retenue, déguisée en agent de police, avec l'aide de policiers résistants.

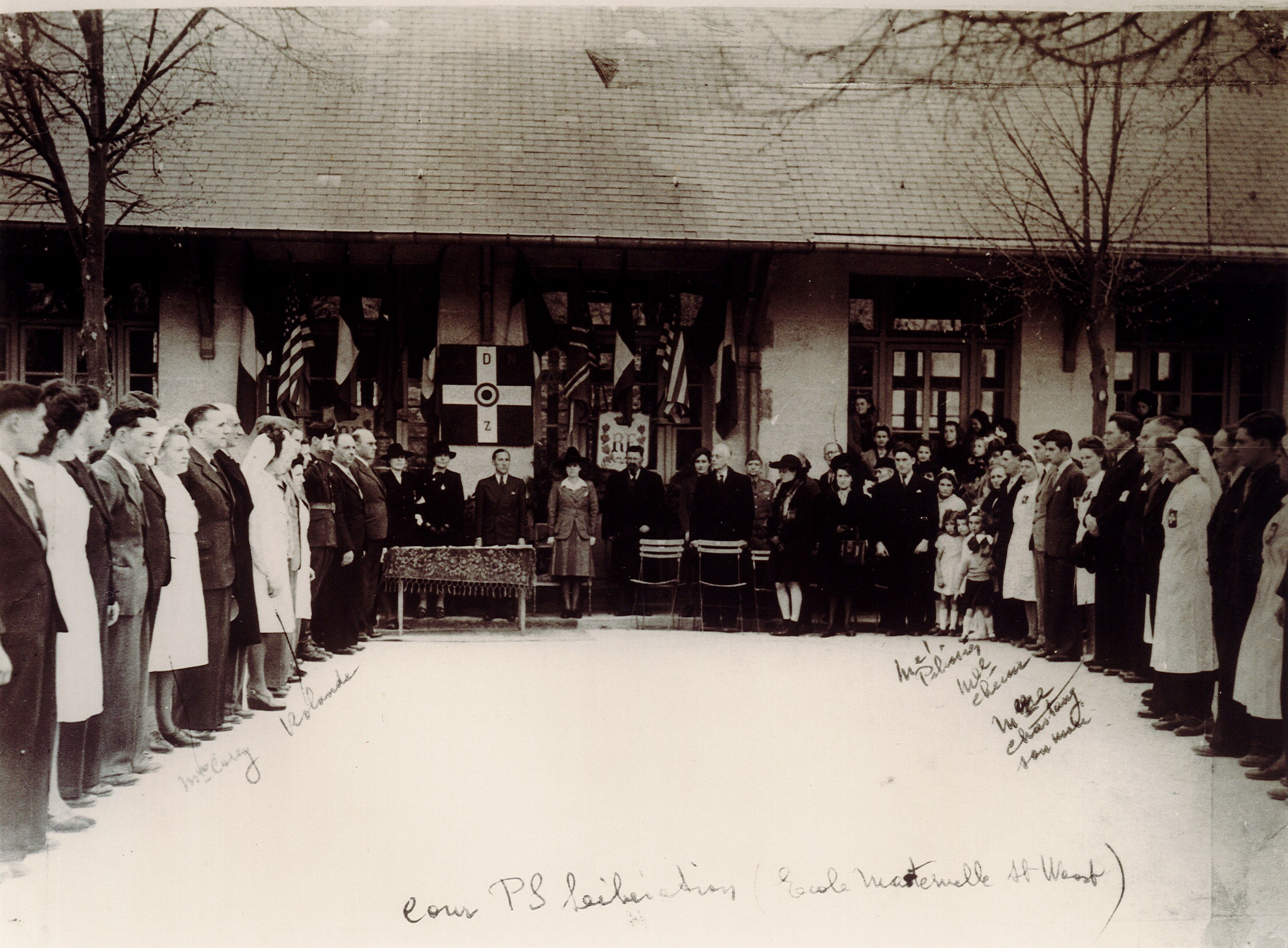
A la Libération, dans la cour de l'école maternelle Saint-Waast

Le Comité local de Libération clandestin l'élit comme présidente de la délégation le 20 août 1944. Le 29 août 1944, Soissons est libérée, et le 28 septembre, la municipalité dirigée par Georges Muzart, est dissoute par arrêté préfectoral. Le 1er septembre, Raymonde Fiolet est désignée maire de Soissons par le préfet René Tomasini, représentant du GPRF. Le nouveau conseil municipal réunit des figures résistantes aux convictions variées, comme le docteur Bonnenfant, et l'abbé Petipas. Elle est également élue membre du comité directeur de l’Union des femmes françaises en septembre 1944. Homologuée capitaine FFI, elle reçoit la Croix de guerre pour faits de résistance.
Lors des élections municipales de 1945, elle conduit une liste d'union démocratique antifasciste comportant socialistes, radicaux-socialistes, et communistes, qui arrive en tête au premier tour, mais est battue par la liste de droite du candidat MRP Louis Roy, qui lui succède donc à la mairie.
En mauvaise santé, affaiblie par les mauvais traitements subis lors de sa détention, Raymonde Fiolet meurt de la tuberculose le 27 février 1946.

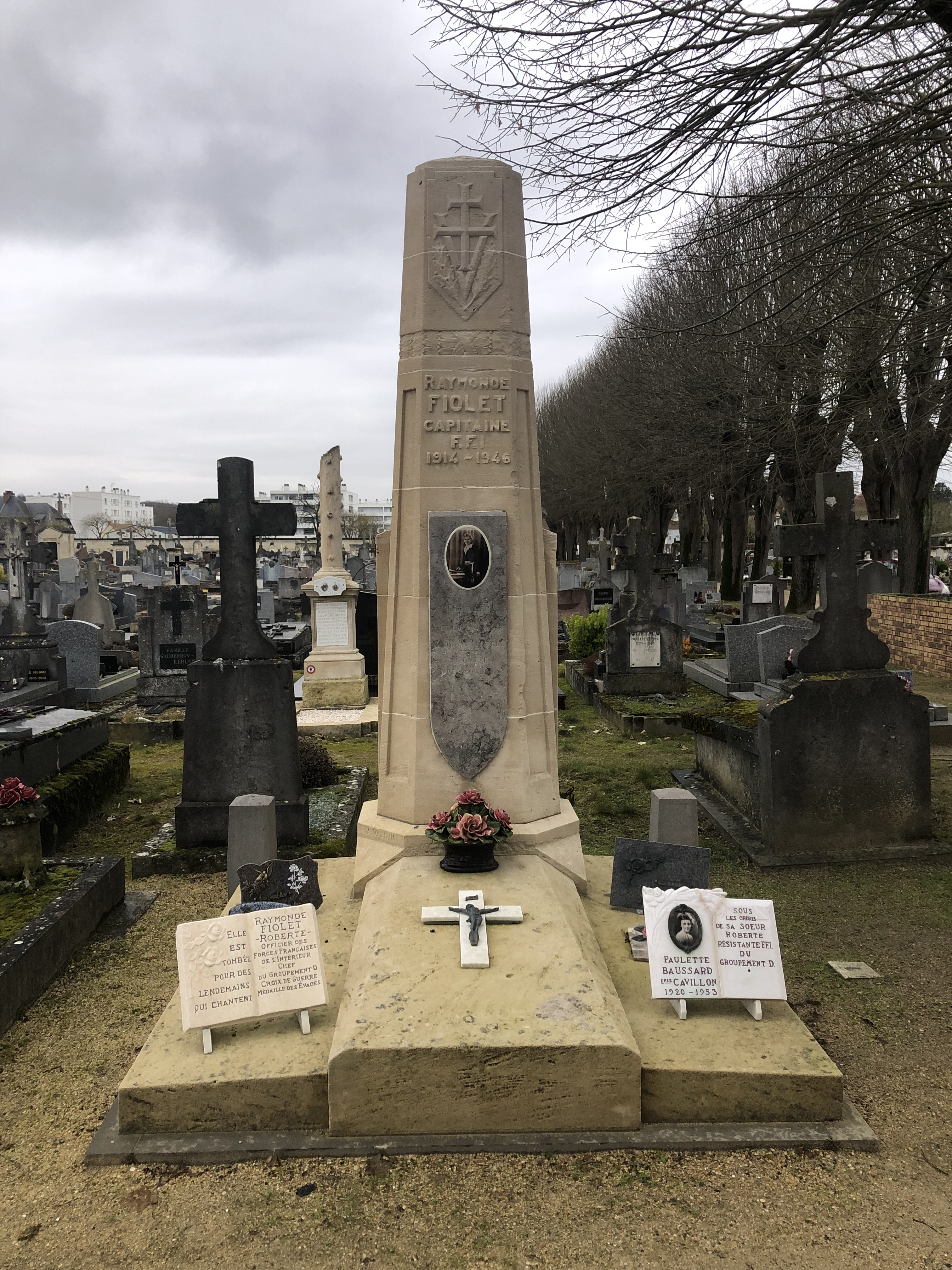
Tombe de Raymonde Fiolet au cimetière de Soissons.

Elle est inhumée au cimetière de Soissons, où sa tombe est un lieu de commémoration civique.

## Mandat
Elle est maire de Soissons de septembre 1944 à mai 1945.

## Vie privée
Elle épouse successivement Robert Hervart et Jules Deguette, divorçant en 1942 et élevant par la suite seule son fils unique Serge, né en 1937.

## Décorations
- Croix de guerre 1939–1945[1]
- Médaille des évadés
- Médaille de la Résistance française à titre posthume (décret du 25 janvier 1967)[6]
- Chevalier de La légion d'honneur  (à titre posthume).

## Hommages
L'association des amis de Raymonde Fiolet perpétue sa mémoire, et a donné lieu à l'édition d'une biographie en 2019,.
Une avenue de la ville de Soissons porte son nom, ainsi qu'une école primaire.